# Kongamato

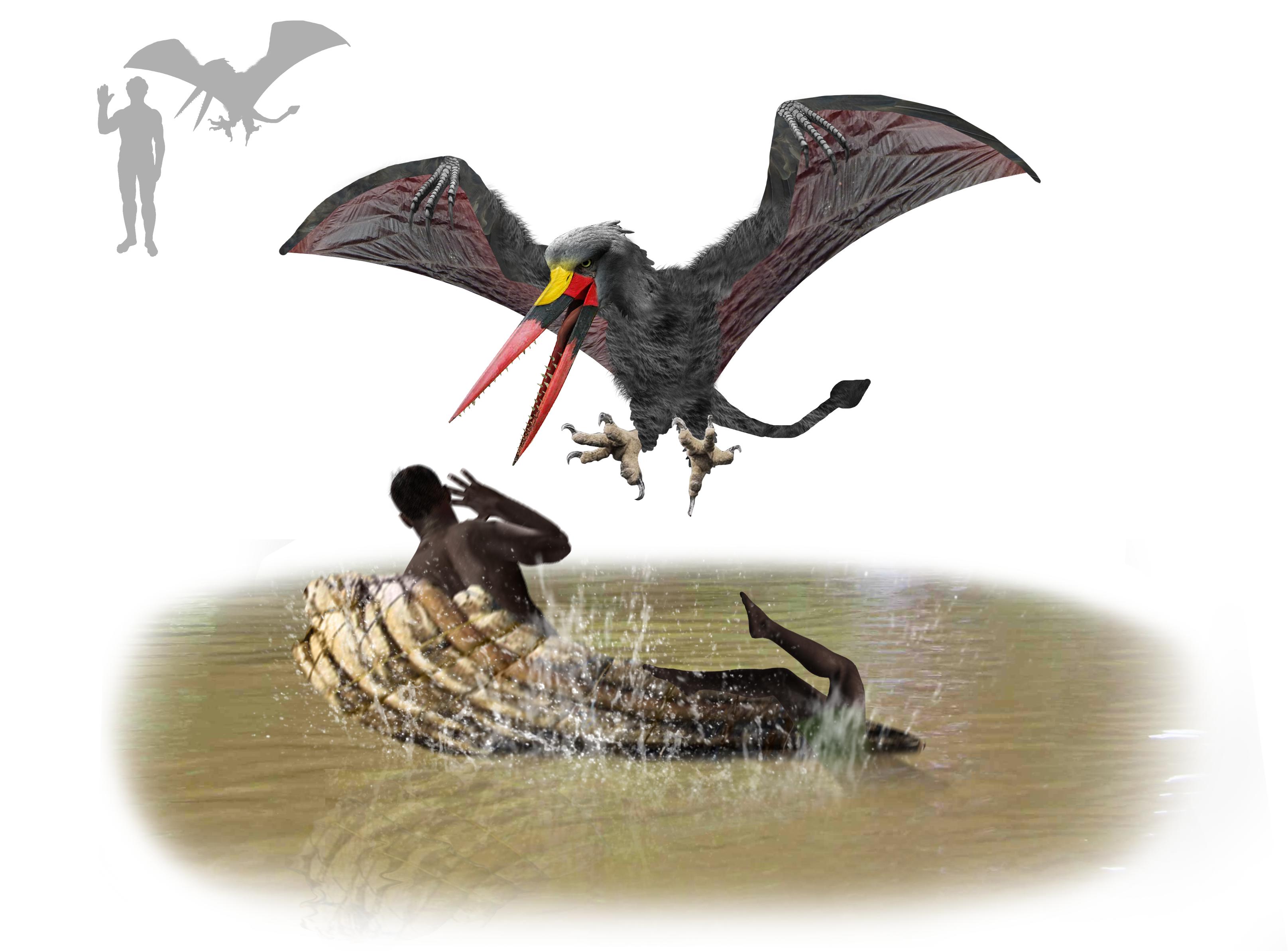
Artieke impressie van de Kongamato die een boot aanvalt

De Kongamato ("breker van boten") is een cryptozoölogisch, Pterodactylus-achtig wezen dat zou zijn gezien door leden van de inheemse bevolking en onderzoekers in de Jiundu moerassen in het Mwinilunga district in West-Zambia, Angola en Congo-Kinshasa. Gesuggereerd wordt dat het een hedendaagse Rhamphorhynchus, of een niet goed geïdentificeerde vogel (zoals de heel grote en eigenaardige zadelbekooievaar), of een reusachtige vleermuis zou betreffen. Er zijn geen foto's van gemaakt. De meeste verhalen zijn gebaseerd op grote wonden en ooggetuigenverslagen.

## Geschiedenis
Frank Melland beschrijft het dier in zijn boek In Witchbound Africa uit 1923. De kongamato zou leven rond bepaalde rivieren en het dier zou erg gevaarlijk zijn. Vaak zou het boten en ieder die het lastigvalt aanvallen. Het zou een rode of zwarte kleur hebben, met een spanwijdte van 1,20 m tot 2,10 m.
Leden van de Kaondestam stelden vast, nadat ze een afbeelding uit het boek van Melland zagen, dat het wezen er net zo uitzag als een pterosaurus.